# Municipio de Oden (Arkansas)
El municipio de Oden (en inglés: Oden Township) es un municipio ubicado en el condado de Montgomery en el estado estadounidense de Arkansas. En el año 2010 tenía una población de 944 habitantes y una densidad poblacional de 3,03 personas por km².

## Geografía
El municipio de Oden se encuentra ubicado en las coordenadas 34°38′42″N 93°49′30″O / 34.64500, -93.82500. Según la Oficina del Censo de los Estados Unidos, el municipio tiene una superficie total de 311.66 km², de la cual 309,82 km² corresponden a tierra firme y (0,59 %) 1,84 km² es agua.

## Demografía
Según el censo de 2010, había 944 personas residiendo en el municipio de Oden. La densidad de población era de 3,03 hab./km². De los 944 habitantes, el municipio de Oden estaba compuesto por el 97,03 % blancos, el 0,74 % eran amerindios, el 0,32 % eran de otras razas y el 1,91 % eran de una mezcla de razas. Del total de la población el 1,69 % eran hispanos o latinos de cualquier raza.